# Reductoniscus costulatus
Reductoniscus costulatus is een pissebed uit de familie Armadillidae. De wetenschappelijke naam van de soort is voor het eerst geldig gepubliceerd in 1930 door Adorján Kesselyák.